# Muncaster Castle
Muncaster Castle er en privatejet borg med udsigt over floden Esk omkring 1,5 km vest for kystbyen Ravenglass i Cumbria, England. Den kan føres tilbage til 1208, hvor jorden blev givet til Alan de Penitone. De ældste dele af den nuværende bygning er storsalen og peel tower.
Den er klassificeret som en listed building af første grad fra National Heritage List for England.